# جاگودنجاک
جاگودنجاک (به لاتین: Jagodnjak) یک منطقهٔ مسکونی در کرواسی است که در شهرستان اوسیک-بارانیا واقع شده‌است. جاگودنجاک ۱۱۶٫۹۹ کیلومتر مربع مساحت و ۲٬۰۴۰ نفر جمعیت دارد.